# Кагарманов, Нурулла Фаритович
Кагарманов, Нурулла Фаритович (10 февраля 1928 — 9 октября 1996) —  горный инженер, член-корреспондент  АН РБ (1991), доктор технических наук (1984), профессор (1986), заслуженный деятель науки и техники БАССР (1978), заслуженный работник Минтопэнерго РФ (1994), заслуженный нефтяник БАССР (1967).

## Биография
Кагарманов Нурулла Фаритович родился 10 февраля 1928 года в селе Слак Белебеевского кантона БАССР, ныне Альшеевского района.
В 1952 году окончил Уфимский нефтяной институт. После окончания института работал  в БашНИПИнефть  инженером, старшим инженером, научным сотрудником,  заведующим лабораториями. С 1970 по  1980 год -  заместитель директора по научной работе, в 1980–1984 гг. директор.
Научные направления работы Кагарманова: механика разрушения горных пород при бурении скважин, техника и технология бурения скважин.
Под его руководством впервые в стране были созданы алмазные долота для бурения нефтяных скважин (1959), разработаны технологии бурения горизонтальных скважин, в том числе «бурробот–погружной» – аппарат для роботизированного бурения горизонтальных скважин.
Разработки Кагарманова были внедрены на предприятиях Урало-Поволжья, Западной Сибири.
Им была создана школа ученых-буровиков. Среди его учеников десятки докторов и кандидатов наук.
Член-корреспондент  АН РБ (1991), он состоял в Отделении нефти и газа АН РБ.

## Труды
Кагарманов Н.Ф. - автор более 450 научных трудов, в т.ч. 10 монографий, 100 авторских свидетельств на изобретения.
Алмазное бурение нефтяных скважин. Уфа: Башкнигоиздат, 1962 (соавтор).
Индустриально-комплексный метод разработки нефтяных месторождений. Уфа:
Башкнигоиздат, 1980 (соавтор).
Новые методы бурения скважин  в Башкирии. Уфа, 1982 (соавтор).

## Награды
Ордена Трудового Красного Знамени (1982), «Знак Почета» (1971).